# Haumaniastrum buettneri
Haumaniastrum buettneri là một loài thực vật có hoa trong họ Hoa môi. Loài này được (Gürke) J.K.Morton mô tả khoa học đầu tiên năm 1962.